# 铬酸镍
铬酸镍是一种无机化合物，化学式为NiCrO4，是可溶于酸的红褐色固体，对热稳定。该化合物可能会引起肿瘤或基因突变，对野生动物尤为突出。

## 制备
铬酸镍可由三氧化二铬和氧化镍的混合物在700 °C至800°C于1000个氧压下灼烧得到，若在535°C和7.3巴的氧气中反应，则需要数天。如果压力太低但温度高于660°C，则会产生镍铬尖晶石NiCr2O4（亚铬酸镍）。
Karin Brandt也通过水热反应制备了铬酸镍。用CrO2−
4沉淀Ni2+，可以得到棕色的水合物。

## 性质
铬酸镍的结构和钒酸铬（CrVO4）相同，它属正交晶系，晶胞参数为a=5.482 Å，b=8.237 Å，c=6.147 Å。
铬酸镍在低氧压下于600°C分解：
4 NiCrO4 → 2 NiCr2O4 + 2 NiO + 3 O2↑

## 相关化合物
铬酸镍可以形成配合物，如[Ni(phen)CrO4•3H2O]•H2O（phen=1,10-菲啰啉），它是三斜橄榄色的晶体；此外，还有橙色的Ni(phen)3Cr2O7•3H2O和黄色的Ni(phen)3Cr2O7•8H2O晶体。